# Éric Darrière
 Eric Darrière, né le 22 janvier 1966, est arbitre international de rugby à XV. 

## Carrière d'arbitre
Il a arbitré son premier match international le 7 avril 2002, à l'occasion d'un match opposant le Portugal à la Russie.
Il a cessé sa carrière d'arbitre international en 2006, après avoir été pendant une année arbitre professionnel.

## Palmarès d'arbitre
Participation à de nombreux tournois internationaux de rugby à 7, coupe du monde ou coupe d'europe (-18 ans, -21 ans, féminines)
Arbitre de champs en Coupe d'europe des clubs (H Cup, Challenge européen)
Juge de touche ou arbitre vidéo (TMO) pour des matches internationaux (ex. 2004 : Afrique du Sud c./ Nouvelle-Zélande). 
Le 28 juin 2008, il arbitre la finale du championnat de France lors de l'édition 2007-2008, finale remportée sur le score de 26 à 20 par le Stade toulousain face à l'ASM Clermont Auvergne.
La saison suivante il mettait fin à sa carrière.